# Station Zielonka Pomorska
Station Zielonka Pomorska is een spoorwegstation in de Poolse plaats Zielonka (gmina Cekcyn).